# Élections législatives de 1881 dans la Haute-Garonne
Les élections législatives de 1881 ont eu lieu les 21 août et 4 septembre 1881.

## Députés élus
|   | Circonscription      | Député sortant                |  | Groupe parlementaire | Député élu                    |  | Groupe parlementaire |
| - | -------------------- | ----------------------------- |  | -------------------- | ----------------------------- |  | -------------------- |
| 1 | Muret                | Paul de Rémusat               |  | Centre gauche        | Charles Niel                  |  | Appel au peuple      |
| 2 | 1re de Saint-Gaudens | Paul Lenglé                   |  | Appel au peuple      | Paul Lenglé                   |  | Appel au peuple      |
| 3 | 2e de Saint-Gaudens  | Charles Tron                  |  | Appel au peuple      | Charles Tron                  |  | Appel au peuple      |
| 4 | 1re de Toulouse      | Ernest Constans               |  | Union républicaine   | Ernest Constans               |  | Union républicaine   |
| 5 | 2e de Toulouse       | Armand Duportal               |  | Extrême gauche       | Armand Duportal               |  | Extrême gauche       |
| 6 | 3e de Toulouse       | Jacques Auguste d'Ayguesvives |  | Appel au peuple      | Jacques Auguste d'Ayguesvives |  | Appel au peuple      |
| 7 | Villefranche         | Edmond Caze                   |  | Gauche républicaine  | Jean de Lamothe               |  | Droite               |

## Résultats à l'échelle du département
| Partis         | Partis                     | Premier tour | Premier tour | Sièges |
| Partis         | Partis                     | Voix         | %            | Sièges |
| -------------- | -------------------------- | ------------ | ------------ | ------ |
|                | Bonapartistes              | 40 943       | 35,95        | 4      |
|                | Républicains modérés       | 28 446       | 24,98        | 0      |
|                | Républicains conservateurs | 21 320       | 18,72        | 1      |
|                | Légitimistes               | 14 929       | 13,11        | 1      |
|                | Républicains radicaux      | 8 246        | 7,24         | 1      |
|                |                            |              |              |        |
| Inscrits       | Inscrits                   | 139 655      | 100,00       | 7      |
| Votants        | Votants                    | 114 844      | 82,23        |        |
| Abstentions    | Abstentions                | 24 811       | 17,77        |        |
| Blancs et nuls | Blancs et nuls             | 960          | 0,84         |        |
| Exprimés       | Exprimés                   | 113 884      | 99,16        |        |

## Résultats par arrondissement

### Arrondissement de Muret
| Candidats      | Candidats        | Étiquette          | Premier tour | Premier tour |
| Candidats      | Candidats        | Étiquette          | Voix         | %            |
| -------------- | ---------------- | ------------------ | ------------ | ------------ |
|                | Constant Germain | Républicain modéré | 10 979       | 51,31        |
|                | Charles Niel     | Bonapartiste       | 10 418       | 48,69        |
|                |                  |                    |              |              |
| Inscrits       | Inscrits         | Inscrits           | 28 290       | 100,00       |
| Votants        | Votants          | Votants            | 21 698       | 76,70        |
| Abstention     | Abstention       | Abstention         | 6 592        | 23,30        |
| Blancs et nuls | Blancs et nuls   | Blancs et nuls     | 301          | 1,39         |
| Exprimés       | Exprimés         | Exprimés           | 21 397       | 98,61        |

### Arrondissement de Saint-Gaudens

#### 1recirconscription
| Candidats      | Candidats      | Étiquette          | Premier tour | Premier tour |
| Candidats      | Candidats      | Étiquette          | Voix         | %            |
| -------------- | -------------- | ------------------ | ------------ | ------------ |
|                | Victor Bougues | Républicain modéré | 9 969        | 66,26        |
|                | Paul Lenglé    | Bonapartiste       | 5 077        | 33 74        |
|                |                |                    |              |              |
| Inscrits       | Inscrits       | Inscrits           | 20 357       | 100,00       |
| Votants        | Votants        | Votants            | 15 322       | 75,27        |
| Abstention     | Abstention     | Abstention         | 5 035        | 24,73        |
| Blancs et nuls | Blancs et nuls | Blancs et nuls     | 276          | 1,80         |
| Exprimés       | Exprimés       | Exprimés           | 15 046       | 98,20        |

#### 2ecirconscription
| Candidats      | Candidats      | Étiquette           | Premier tour | Premier tour |
| Candidats      | Candidats      | Étiquette           | Voix         | %            |
| -------------- | -------------- | ------------------- | ------------ | ------------ |
|                | Pierre Latour  | Républicain modéré  | 7 147        |              |
|                | Boué           | Républicain radical | 2 050        |              |
|                | Lenglé         | Républicain modéré  | 1 385        |              |
|                |                |                     |              |              |
| Inscrits       | Inscrits       | Inscrits            | 17 632       | 100,00       |
| Votants        | Votants        | Votants             | 10 949       | 62,10        |
| Abstention     | Abstention     | Abstention          | 6 683        | 37,90        |
| Blancs et nuls | Blancs et nuls | Blancs et nuls      | 367          | 3,35         |
| Exprimés       | Exprimés       | Exprimés            | 10 582       | 96,65        |

### Arrondissement de Toulouse

#### 1recirconscription
| Candidats      | Candidats       | Étiquette           | Premier tour | Premier tour |
| Candidats      | Candidats       | Étiquette           | Voix         | %            |
| -------------- | --------------- | ------------------- | ------------ | ------------ |
|                | Ernest Constans | Républicain modéré  | 6 528        | 56,31        |
|                | Delacroix       | Légitimiste         | 3 348        | 26,38        |
|                | Castelbon       | Républicain radical | 2 816        | 22,19        |
|                |                 |                     |              |              |
| Inscrits       | Inscrits        | Inscrits            | 18 948       | 100,00       |
| Votants        | Votants         | Votants             | 12 858       | 67,86        |
| Abstention     | Abstention      | Abstention          | 6 090        | 32,14        |
| Blancs et nuls | Blancs et nuls  | Blancs et nuls      | 166          | 1,29         |
| Exprimés       | Exprimés        | Exprimés            | 12 692       | 98,71        |

#### 2ecirconscription
| Candidats      | Candidats       | Étiquette           | Premier tour | Premier tour |
| Candidats      | Candidats       | Étiquette           | Voix         | %            |
| -------------- | --------------- | ------------------- | ------------ | ------------ |
|                | Armand Duportal | Républicain radical |              |              |
|                | Adhémar         | Légitimiste         |              |              |
|                | Oldekop         | Bonapartiste        |              |              |
|                |                 |                     |              |              |
| Inscrits       | Inscrits        | Inscrits            |              | 100,00       |
| Votants        |                 |                     |              |              |
| Abstention     |                 |                     |              |              |
| Blancs et nuls |                 |                     |              |              |
| Exprimés       |                 |                     |              |              |

#### 3ecirconscription
| Candidats      | Candidats                     | Étiquette          | Premier tour | Premier tour |
| Candidats      | Candidats                     | Étiquette          | Voix         | %            |
| -------------- | ----------------------------- | ------------------ | ------------ | ------------ |
|                | Jacques Auguste d'Ayguesvives | Bonapartiste       | 9 341        | 53,75        |
|                | Montané                       | Républicain modéré | 8 038        | 46,25        |
|                |                               |                    |              |              |
| Inscrits       | Inscrits                      | Inscrits           | 20 213       | 100,00       |
| Votants        | Votants                       | Votants            | 17 557       | 86,86        |
| Abstention     | Abstention                    | Abstention         | 2 656        | 13,14        |
| Blancs et nuls | Blancs et nuls                | Blancs et nuls     | 178          | 1,01         |
| Exprimés       | Exprimés                      | Exprimés           | 17 379       | 98,99        |

### Arrondissement de Villefranche
| Candidats      | Candidats       | Étiquette          | Premier tour | Premier tour |
| Candidats      | Candidats       | Étiquette          | Voix         | %            |
| -------------- | --------------- | ------------------ | ------------ | ------------ |
|                | Jean de Lamothe | Légitimiste        | 7 189        | 50,19        |
|                | Edmond Caze     | Républicain modéré | 7 135        | 49,81        |
|                |                 |                    |              |              |
| Inscrits       | Inscrits        | Inscrits           | 17 030       | 100,00       |
| Votants        | Votants         | Votants            | 14 460       | 84,91        |
| Abstention     | Abstention      | Abstention         | 2 570        | 15,09        |
| Blancs et nuls | Blancs et nuls  | Blancs et nuls     | 136          | 0,94         |
| Exprimés       | Exprimés        | Exprimés           | 14 324       | 99,06        |